# Općina Preddvor
Općina Preddvor (slo.:Občina Preddvor) je općina u sjeverozapadnoj Sloveniji u pokrajini Gorenjskoj i statističkoj regiji Gorenjskoj. Središte općine je naselje Preddvor s 829 stanovnika.

## Zemljopis
Općina Preddvor nalazi se na sjeveru Slovenije. Općina se nalazi usred alpskog planinskog masiva. Sjevernim dijelom općine pružaju se Kamniške Alpe, dok se pri jugu tlo spušta ka dolini rijeke Kokre, koja je pogodna za život i gdje su naselja općine.
U nižim krajevima općine vlada umjereno kontinentalna klima, dok u višim krajevima vlada njena oštrija, planinska varijanta.
Glavni vodotok je rječica Kokra. Svi ostali manji vodotoci su pritoci ove rijeke.

## Naselja u općini
Bašelj, Breg ob Kokri, Hraše pri Preddvoru, Hrib, Kokra, Mače, Možjanca, Nova vas, Potoče, Preddvor, Spodnja Bela, Srednja Bela, Tupaliče, Zgornja Bela

## Vanjske poveznice
- Službena stranica općine